# Geoquímica Orgânica
A geoquímica orgânica é o estudo dos impactos e processos que os organismos tiveram sobre a Terra. Ela se concentra principalmente na composição e origem da matéria orgânica em rochas e corpos d'água. O estudo da geoquímica orgânica é atribuído ao trabalho de Alfred E. Treibs, "o pai da geoquímica orgânica." Treibs foi o primeiro a isolar metaloporfirinas do petróleo. Essa descoberta estabeleceu a origem biológica do petróleo, que até então era pouco compreendida. As metaloporfirinas, em geral, são compostos orgânicos altamente estáveis, e as estruturas detalhadas dos derivados extraídos deixaram claro que elas se originaram da clorofila.

## Aplicações

### Energia

#### Petróleo

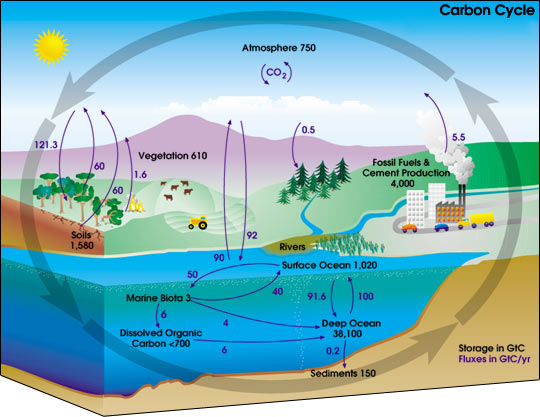
Diagrama do ciclo do carbono

A relação entre a ocorrência de compostos orgânicos em depósitos sedimentares e depósitos de petróleo tem sido de grande interesse. Estudos de sedimentos e rochas antigos fornecem informações sobre as origens e fontes de óleo e petróleo, assim como os antecedentes bioquímicos da vida. Derramamentos de óleo, em particular, têm sido foco dos geoquímicos devido ao impacto do petróleo no ambiente geológico atual. Após o derramamento de óleo do Exxon Valdez, o conhecimento sobre a química dos derramamentos de óleo se expandiu com as análises das amostras do desastre.
Geoquímicos estudam inclusões de petróleo em amostras geológicas para comparar inclusões de fluidos atuais com amostras datadas. Essa análise fornece informações sobre a idade das amostras de petróleo e da rocha circundante. Métodos espectrográficos, ópticos, destrutivos e não destrutivos são utilizados para analisar amostras por meio de espectrometria de massa ou espectroscopia Raman. Diferenças descobertas nas amostras, como a proporção óleo-gás ou a viscosidade, geralmente são atribuídas à rocha fonte da amostra. Outras características observadas incluem propriedades de pressão/volume/temperatura, textura e composição da amostra. Complicações nas análises surgem quando a rocha fonte está próxima ou em uma fonte de água.

Colocação do carbono-13 no gráfico de isótopos onde N é o número de nêutrons e Z é o número atômico

O petróleo também é estudado por meio de análise de isótopos de carbono. Isótopos de carbono fornecem informações sobre o ciclo de carbono da Terra e processos geológicos. Os geoquímicos conseguem discernir a composição dos depósitos de petróleo ao examinar a proporção de isótopos de carbono e compará-la a valores conhecidos para estruturas à base de carbono que poderiam compor o petróleo.

#### Carvão
Um vasto conhecimento sobre o carvão foi adquirido desde o início de seu uso como fonte de energia. No entanto, geoquímicos modernos ainda estudam como o material vegetal se transforma em carvão. Eles determinaram que a carbonificação resulta de uma degradação seletiva de materiais vegetais, enquanto outros materiais vegetais são preservados. As macromoléculas do carvão geralmente são compostas desses biopolímeros resistentes à degradação, encontrados em algas, esporos e madeira. Os geoquímicos desvendaram os mistérios da formação do carvão comparando propriedades dos biopolímeros com as propriedades encontradas nas macromoléculas de carvão existentes. Os métodos analíticos de Carbono NMR e cromatografia a gás com espectrometria de massa (GC-MS) combinados com pirólise instantânea aprimoraram muito a capacidade dos geoquímicos orgânicos de analisar as minúsculas unidades estruturais do carvão.

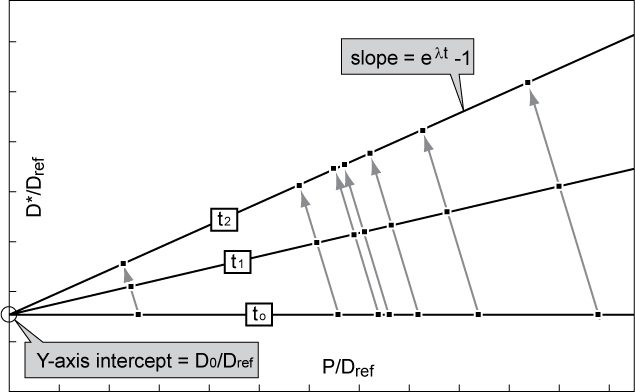
Exemplo de diagrama de datação isócrona e análise

Mais conhecimento sobre a idade dos sedimentos de carvão foi obtido por meio de datação isocrônica de urânio nas amostras carbonificadas. A análise da proporção entre isótopos de urânio pai e filha levou à datação de amostras específicas ao Período Cretáceo Tardio.

### Ambiental
A geoquímica orgânica moderna inclui estudos de sedimentos recentes para entender o ciclo do carbono, mudanças climáticas e processos oceânicos. Em conexão com estudos de petróleo, geoquímicos focados no petróleo também examinam o impacto do petróleo no ambiente geológico. A geoquímica também examina outros poluentes em sistemas geológicos, como metabólitos formados pela degradação de hidrocarbonetos. Técnicas analíticas de geoquímica orgânica, como GC-MS, permitem que os químicos determinem os complexos efeitos de metabólitos orgânicos e resíduos derivados de atividades humanas no ambiente geológico. Entre os principais poluentes estão os derivados de atividades agrícolas. O uso de esterco animal, em combinação com o gerenciamento geral de resíduos municipais e de esgoto, alterou muitas propriedades físicas do solo agrícola e dos solos ao redor.
A geoquímica orgânica também é relevante para ambientes aquáticos. Poluentes, seus metabólitos e como ambos entram em corpos de água são de particular importância na área. Essa matéria orgânica também pode ser derivada de processos geológicos em ou perto de corpos d'água, influenciando de maneira semelhante os organismos próximos e a produção de proteínas. A espectroscopia de fluorescência foi introduzida como técnica para examinar matéria orgânica em corpos d'água, pois a matéria orgânica dissolvida costuma ser fluorescente.
O estudo da geoquímica orgânica também se estende à atmosfera. Em particular, os geoquímicos nessa área estudam a composição do material insolúvel na baixa atmosfera. Eles definiram certas consequências dos aerossóis orgânicos, incluindo toxicidade fisiológica, forçamento climático direto e indireto, formação de smog, acidificação da chuva e incorporação no ciclo natural do carbono.